# Jan Bratkowski
Jan Andrzej Bratkowski (ur. 24 stycznia 1931 w Warszawie, zm. 18 grudnia 2015 tamże) – polski aktor teatralny i reżyser.

## Życiorys
Reżyser teatralny, wcześniej także aktor. W roku 1953 ukończył studia na Wydziale Aktorskim Państwowej Wyższej Szkoły Teatralnej w Warszawie. Początkowo (1953) występował w Teatrze Polskim w Warszawie, następnie (1956) w Teatrze Młodej Warszawy. W 1961 ukończył studia na Wydziale Reżyserskim PWST w Warszawie. W latach 1968–1972 był dyrektorem Teatru Dramatycznego w Warszawie. W latach 1978–2000 reżyserował spektakle Teatru Polskiego w Warszawie. W latach 1973–1993 wykładowca Wydziału Reżyserii Filmowej i Telewizyjnej PWSFTViT w Łodzi. Posiadał tytuł profesora sztuk filmowych w specjalności reżyseria teatralna, reżyseria telewizyjna.
Ojciec Piotra Bratkowskiego.

## Kariera sceniczna

### lata 50.
Oficjalnie zadebiutował 26 stycznia 1953 r. na scenie warszawskiego PWST, jako Ryjek, w dramacie Sen nocy letniej autorstwa Wiliama Szekspira, w reżyserii Jana Kreczmara. Inne spektakle z udziałem Bratkowskiego to m.in.:
- 14 IV 1953: Panna Maliczewska Gabriela Zapolska, reż. Janina Romanówna – w podwójnej roli: Edek, Kolega 2.

W tym samym roku (1953) rozpoczął swoją, trwającą niemal pół wieku (do 2001 r.), współpracę z warszawskim Teatrem Polskim:
- 3 X 1953: Horsztyński Juliusz Słowacki, reż. Edmund Wierciński – jako Sługa Hetmana
- 29 I 1954: Lubow Jarowaja Konstanty Treniew, reż. Bronisław Dąbrowski – w podwójnej roli: Konwojent II, Obywatel II
- 9 V 1954: Juliusz i Ethel Leon Kruczkowski, reż. Aleksander Bardini – jako Monter
- 25 VI 1955: Lorenzaccio Alfred de Musset, reż. Edmund Wierciński – jako Leon Strozzi
- 6 IV 1956: Słowo o Jakubie Szeli Bruno Jasieński, reż. Wojciech Siemion (Teatr Młodej Warszawy)
- 10 VI 1956
  - Kłamstwo polityczne Vercors – w potrójnej roli: jako Rebello, reżyser i autor adaptacji (Klub Aktorski przy warszawskiej redakcji Po prostu)
  - Wyjątek i reguła Bertolt Brecht, reż. Jan Kulczyński – jako Policjant I (Klub Aktorski przy warszawskiej redakcji Po prostu)
- 19 VI 1956: Eskapada Roger Mac Dougall, reż. Irena Babel – jako William Saxon (Teatr Młodej Warszawy)
- 19 XI 1956: 105 wieża północna Janina Morawska, reż. Janusz Strachocki (Teatr Młodej Warszawy)
- 30 I 1957: Warszawianka (dramat) Stanisław Wyspiański, reż. Janusz Strachocki (Teatr Młodej Warszawy)
- 26 XI 1957: Nasze miasto Thornton Wilder, reż. Erwin Axer – jako asystent reżysera PWST (Teatr Współczesny, Warszawa)
- 25 XII 1957: Pastorałka (misterium) Leon Schiller, reż. Stanisława Perzanowska – w podwójnej roli: Chłop, Rabin (Teatr Współczesny, Warszawa)
- 29 V 1958: Amfitryo[5] Franciszek Zabłocki, reż. Jerzy Kreczmar – jako asystent reżysera (Teatr Współczesny, Warszawa)
- 23 X 1958: Opera za trzy grosze Bertolt Brecht, reż. Konrad Swinarski – w podwójnej roli: jako Matyjas „Kikut” oraz asystent reżysera (Teatr Współczesny, Warszawa)
- 25 XII 1958: Pastorałka (misterium) Leon Schiller, reż. Stanisława Perzanowska – w podwójnej roli: jako Chłop, Pasterz (Teatr Współczesny, Warszawa)
- 6 V 1959: Beatrix Cenci Juliusz Słowacki, reż. Jan Kreczmar – jako asystent reżysera

### lata 60.
- 5 III 1960: Ladacznica z zasadami Jean-Paul Sartre – jako reżyser (Bałtycki Teatr Dramatyczny im. Juliusza Słowackiego, Koszalin)
- 13 VI 1960: Orfeusz Jean Cocteau – jako reżyser (Teatr Współczesny, Warszawa)
- 14 I 1961: Męczeństwo z przymiarką Ireneusz Iredyński – jako reżyser (Teatr Ateneum im. Stefana Jaracza, Warszawa)
- 10 VI 1961: Ustępliwy kochanek Graham Greene – jako reżyser (Teatr Ateneum im. Stefana Jaracza, Warszawa)
- 24 III 1962: Krucjata Krzysztof Choiński – jako reżyser (Teatr Ateneum im. Stefana Jaracza, Warszawa)
- 12 IV 1962: Przed maturą Jose Andre Lacour – jako reżyser (Teatr Rozmaitości, Wrocław)
- 25 X 1962: Poemat pedagogiczny Anton Makarenko – jako reżyser (Praski Teatr Ludowy, Warszawa)
- 12 I 1963: Klub Pickwicka Charles Dickens – jako reżyser i inscenizator (Teatr Powszechny w Łodzi)
- 6 VI 1963: Fizycy Friedrich Dürrenmatt – jako reżyser (Teatr Rozmaitości, Wrocław)
- 10 X 1963: Przygody dobrego wojaka Szwejka Jaroslav Hašek – jako reżyser i autor adaptacji scenicznej (Praski Teatr Ludowy, Warszawa)
- 10 I 1964: Przed zachodem słońca Gerhart Hauptmann – jako reżyser
- 3 V 1964: Przed maturą Jose Andre Lacour – jako reżyser (Praski Teatr Ludowy, Warszawa)
- 8 XI 1964: Ile dróg – ile pieśni... program składany/kabaretowy/rewiowy – jako reżyser i autor scenariusza (Sala Kongresowa PKiN, Warszawa)
- 20 XII 1964: Przygody dobrego wojaka Szwejka Jaroslav Hašek – adaptacja i adaptacja sceniczna (Teatr Współczesny, Szczecin)
- 14 I 1965: Myszy i ludzie John Steinbeck – jako reżyser (Praski Teatr Ludowy, Warszawa)
- 12 VI 1965: Ten nieznajomy Jerzy Krzysztoń – jako reżyser (Praski Teatr Ludowy, Warszawa)
- 23 I 1966: Noc zimowa J. Kłosiński i D. Mater – jako reżyser (Praski Teatr Ludowy, Warszawa)
- 6 II 1966: Quiz Krzysztof Gruszczyński – jako reżyser (Teatr Dramatyczny, Warszawa)
- 24 VI 1966: Nie igra się z miłością Alfred de Musset – jako reżyser i inscenizator (Praski Teatr Ludowy, Warszawa)
- 16 III 1967: Skazaniec Brendan Behan – jako reżyser (Teatr Ludowy, Warszawa)
- 8 X 1967: W czepku urodzona Zdzisław Skowroński – jako reżyser (Teatr Ludowy, Warszawa)
- 5 V 1968: Rewizor Nikołaj Gogol – jako reżyser (Teatr Ludowy, Warszawa)
- 1 III 1969: Sceneria zimowa Maxwell Anderson – jako reżyser (Teatr Dramatyczny, Warszawa)
- 29 XI 1969: Hadrian VII Peter Luke – jako reżyser (Teatr Dramatyczny, Warszawa)

### lata 70.
- 24 IX 1970
  - Lekki ból Harold Pinter – jako reżyser (Teatr Dramatyczny, Warszawa)
  - Kochanek Harold Pinter – jako reżyser (Teatr Dramatyczny, Warszawa)
- 15 V 1971: Król Mięsopust Jarosław Marek Rymkiewicz – jako reżyser (Teatr Dramatyczny, Warszawa)
- 10 III 1972: Król Mięsopust Jarosław Marek Rymkiewicz – jako reżyser (Teatr w Lublanie)
- 18 I 1973: Sama Słodycz Ireneusz Iredyński (prapremiera) – jako reżyser (Teatr Polski, Wrocław)
- 13 XI 1973: Operetka (dramat) Gombrowicz Witold – jako reżyser (Teatr w Nowym Sadzie)
- 9 I 1975: Manon Lescaut Vítězslav Nezval – reżyseria i opracowanie dramaturgiczne (Teatr Rozmaitości, Warszawa)
- 4 III 1977: Tramwaj zwany pożądaniem Tennessee Williams – reżyseria i opracowanie tekstu (Teatr im. Stefana Jaracza, Łódź)
- 26 V 1977: Historia o Miłosiernej, czyli Testament psa Ariano Suassuna – jako reżyser (Teatr Polski, Wrocław)
- 2 III 1978: Pierwszy dzień wolności Leon Kruczkowski – jako reżyser (Teatr Watżarow, Błagojewgrad)
- 29 VI 1979: Zdrada Harold Pinter – jako reżyser (Teatr Powszechny, Warszawa)
- 30 XII 1979: Gorzkie żale w stróżówce István Csurka – jako reżyser

### lata 80.
- 31 XII 1980: Wspomnienie John Murrel – jako reżyser
- 19 XI 1981: Ołtarz wzniesiony sobie Ireneusz Iredyński (prapremiera) – jako reżyser
- 20 V 1982: Żegnaj Judaszu Ireneusz Iredyński – jako reżyser
- 21 X 1982: Terroryści Ireneusz Iredyński (prapremiera) – jako reżyser
- 19 XII 1982: Terroryści Ireneusz Iredyński – jako reżyser (Teatr Nowy, Łódź)
- 10 V 1983: Czapa, czyli śmierć na raty Janusz Krasiński – jako reżyser
- 1 XI 1983: Terroryści Ireneusz Iredyński – jako reżyser (Dramsko Pozoriste, Belgrad)
- 9 II 1984: Szalona Greta Stanisław Grochowiak, reż. Jan Hamerszmit – opieka artystyczna
- 10 III 1984: Przygody dobrego wojaka Szwejka Jaroslav Hašek, reż. Bohdan Mikuć – adaptacja (Teatr im. Juliusza Osterwy, Gorzów Wielkopolski)
- 10 V 1984: Ja, Michał z Montaigne Józef Hen – jako reżyser
- 14 III 1985: Kreacja Ireneusz Iredyński – jako reżyser
- 18 I 1986: Zmierzch Izaak Babel – jako reżyser (Teatr Nowy, Łódź)
- 4 XII 1986: Przyszedł mężczyzna do kobiety Semen Złotnikow – jako reżyser (Teatr Nowy, Łódź)
- 21 XII 1986: Burza William Shakespeare – jako reżyser (Teatr Nowy, Łódź)
- 17 XI 1987: Krótka noc Władysław Lech Terlecki – jako reżyser
- 24 XI 1988: Adwokat i róże Jerzy Szaniawski – jako reżyser
- 3 VI 1989: Indyk Sławomir Mrożek – jako reżyser (Teatr im. Stefana Jaracza, Łódź)

### lata 90.
- 8 II 1990: Grube ryby Michał Bałucki – jako reżyser
- 17 V 1990: Pierścień wielkiej damy, czyli ex-machina Durejko Cyprian Kamil Norwid – jako reżyser
- 5 I 1991: Szkoła obmowy Wojciech Bogusławski – jako reżyser
- 16 X 1992: Radosny jubileusz Jan Bratkowski – jako reżyser
- 20 II 1993: Świętoszek Molier – jako reżyser
- 23 X 1993: Wujaszek Wania (sztuka) Anton Czechow – jako reżyser (Teatr im. Wojciecha Bogusławskiego, Kalisz)
- 1 X 1994: Popołudnie kochanków Józef Hen – jako reżyser
- 25 II 1995: Uriel Akosta Karl Gutzkow – jako reżyser (Teatr Żydowski im. Ester Rachel Kamińskiej, Warszawa)
- 13 I 1996: Mieszczanin szlachcicem Molier – reżyseria i opracowanie dramaturgiczne (Teatr im. Stefana Jaracza, Olsztyn)
- 23 IV 1996: Indyk Sławomir Mrożek – jako reżyser
- 26 IV 1997: Polityka (dramat) Włodzimierz Perzyński – jako reżyser
- 6 II 1999: Lekkomyślna siostra Włodzimierz Perzyński – jako reżyser
- 2 V 1999: Szkoła mężów Molier – reżyseria i opracowanie tekstu (Teatr Polski, Bydgoszcz)

### wiek XXI
- 20 V 2000: Nas troje Marek Koterski – jako reżyser (Teatr Ochoty – Ośrodek Kultury Teatralnej, Warszawa)
- 24 II 2001: Szkoła mężów Molier – reżyseria i układ tekstu (Teatr Powszechny im. Jana Kochanowskiego, Radom)
- 21 IV 2001: Pułapka na myszy (sztuka) Agatha Christie – jako reżyser
- 13 XI 2001: Pokojówki Jean Genet, reż. Mateusz Dymek – opieka artystyczna (Teatr Studyjny PWSFTViT, Łódź)
- 9 II 2002: Pułapka na myszy (sztuka) Agatha Christie – jako reżyser (Teatr im. Adama Mickiewicza, Częstochowa)
- 16 III 2002: Pułapka na myszy (sztuka) Agatha Christie – jako reżyser (Teatr Nowy im. Gustawa Morcinka, Zabrze)
- 28 III 2003: Opera mydlana György Spiró – jako reżyser (Teatr Nowy, Łódź)
- 19 XII 2003: Przy drzwiach zamkniętych Jean-Paul Sartre – jako reżyser (Teatr Ochoty – Ośrodek Kultury Teatralnej, Warszawa)
- 3 II 2006: Nieprzyjaciel Julien Green – jako reżyser (Teatr Nowy, Łódź)
- 8 IV 2006: Masz być szczęśliwy Simon Burt – jako reżyser (Teatr Ochoty – Ośrodek Kultury Teatralnej, Warszawa).

## Utwory
Jest autorem 2 spektakli Teatru Telewizji:
- Próba rekonstrukcji spektakl 2-częściowy, premiera: 14–15 V 1981
- Radosny jubileusz, premiera: 16 X 1992.

## Telewizja
Za debiut można uznać jego reżyserski występ 14 czerwca 1956 r. w Teatrze Telewizji, w sztuce Kłamstwo polityczne Vercorsa.
- 1958: Opowieść wigilijna Charles Dickens, reż. Michał Anioł Bogusławski – obsada aktorska.

Pozostałe dokonania reżyserskie Bratkowskiego związane są z 70 innymi spektaklami Teatru Telewizji.

### lata 60.
- 9 VII 1962: Pierwsze kroki Leon Pasternak
- 17 X 1962: Noc w oberży Lord Dunsany
- 1 IV 1963: Silniejsza (Aktorki. Parias) August Strindberg
- 23 IX 1963: Ruchome piaski Piotr Choynowski
- 30 X 1963: Stworzenie świata Jerzy Janicki
- 9 III 1964: Ladacznica z zasadami Jean-Paul Sartre
- 28 IX 1964: Ta wieś Mogiła Jerzy Broszkiewicz
- 17 V 1965: Rano przeszedł huragan Władysław Machejek – adaptacja i reżyseria
- 21 II 1966: Ostatni Maksim Gorki
- 14 IV 1966: Oczekiwanie Willis Hall (Teatr Sensacji „Kobra”)
- 23 V 1966: Przygody dobrego wojaka Szwejka Jaroslav Hašek
- 9 I 1967: Nominacja Aleksandr Wołodin
- 29 I 1968: Drewniany talerz Edmund Morris – opracowanie tekstu i reżyseria
- 22 II 1968: Czekam na swego mordercę Andrzej Szypulski
- 2 V 1968: Proszę niech pan wejdzie Victor Cannig
- 10 VI 1968: Asmodeusz François Mauriac
- 28 X 1968: Grający pomnik Maciej Patkowski
- 14 IV 1969: Konsul Bernick Henrik Ibsen
- 13 XI 1969: Proces Mary Dugan Bayard Veiller
- 22 XII 1969: Snob Carl Sternheim

### lata 70.
- 12, 26 III, 9 IV 1970: 3-częściowy spektakl Szal Francis Durbridge
- 15 VI 1970: Zabawa Momo Kapor
- 3, 10, 17 XII 1970: 3-częściowy spektakl Melissa Francis Durbridge
- 19 VII 1971: Fotografia w gazecie Aleksander Minkowski
- 11, 18, 25 XI 1971: 3-częściowy spektakl W biały dzień Francis Durbridge
- 18, 25 IX 1972: 2-częściowy spektakl Kordian i cham wg Leona Kruczkowskiego
- 19, 26 X, 2 XI 1972: 3-częściowy spektakl Jak błyskawica Francis Durbridge
- 5 I 1973: Kto winien? J. Makowiecki i O. Missuna
- 26 II 1973: Miłość i próżność Franciszek Ksawery Godebski
- 12 III 1973: Pierwszy dzień wolności Leon Kruczkowski
- 19 IV 1973: Za kurtyną Earl Derr Biggers
- 21 III 1974: Na jedną kartę Michael Brett
- 16 VIII 1974: Starszy syn Aleksandr Wampiłow
- 23 XII 1974: Coraz większy spokój Maciej Zenon Bordowicz
- 10 III 1975: Dom pod miastem Imre Sarkadi
- 20, 27 XI, 4 XII 1975: 3-częściowy spektakl Epidemia zbrodni Edward Mason i Ted Willis
- 3 I 1976: Wieczór Trzech Króli William Shakespeare
- 31 V 1976: Daleko od Sodomy Eugene O’Neill
- 15 XI 1976: Most Jerzy Szaniawski
- 16 VI 1977: Cel uświęca środki Louis C. Thomas
- 14 XI 1978: Państwo S. oczekują gości Siegfried Lenz
- 19 II 1979: Skandal w Hellbergu Jerzy Broszkiewicz

### lata 80.
- 21 IV 1980: Doktor Nazarow Walerij Brumel i Jurij Szpitalnyj
- 13 VIII 1980: Tylko martwy kolega jest dobrym kolegą Winfried Bauer
- 14–15 V 1981: 2-częściowy spektakl Próba rekonstrukcji – scenariusz i reżyseria
- 11 X 1984: Okno na morze Nicolas Boileau i Thomas Narcejac
- 17 IV 1986: Podejrzenie Leslie Sands
- 23 VI 1986: Solo na bicie zegara Oswald Zahradnik
- 23 III 1989: Milczenie morza Vercors – adaptacja i reżyseria

### lata 90.
- 23 IV 1990: Człowiek z budki suflera Tadeusz Rittner
- 7 IX 1992: Skąpiec Molier
- 3 X 1992: Grube ryby Michał Bałucki
- 12 VI 1996: Zęby Tom Stoppard
- 24 VI 1996: Nieprzyjaciel Julien Green.

## Film
Na ekranie kinowym po raz pierwszy pojawił się 24 kwietnia 1954 r. Debiutował jako junak Stefan Makowski, w filmie propagandowym pt. Trzy opowieści. Ponadto sprawował opiekę pedagogiczną nad ponad 40 krótkometrażowymi szkolnymi etiudami filmowymi (widowiskami telewizyjnymi):
- 1980: Palacz zwłok (czas: 30') reż. Tomasz Wiszniewski
- 1983
  - Woyzeck (14') reż. Mariusz Treliński
  - Bal w imperium (19') reż. Filip Zylber
- 1985
  - Żałoba przystoi Elektrze (13½') reż. Gonzalez Juan Diego Caicedo
  - Zbrodnia i kara (16') reż. Maria Oberman
  - Opowiadanie o zoo (23') reż. Helena Dąbrowska
  - O starym (23') reż. Wojciech Molski
  - Jest tam kto? (18½') reż. Antonio Mitriceski
  - Fizycy (17½') reż. Samir Ibrahim Zedan
  - Dach nad głową (23') reż. Maria Oberman i Łukasz Wylężałek
  - Człowiek i słoń (16') widowisko tv, reż. Barbara Myszyńska
- 1986
  - Zaproszenie na egzekucję (25⅞') reż. Piotr Perz
  - Długa łatwa noc (20½') reż. Władysław Pasikowski
  - Czasu jutrzennego (22¾') reż. Piotr Włodarski
- 1987
  - Przed odlotem (12⅞') reż. Grzegorz Płocha
  - Powrót z wyspy Torcello (20¾') reż. Jarosław Faliński
  - Policja (25½') reż. Jerzy Krysiak
  - Opowieść o ordynarnym szaleństwie (25⅞') reż. Mitko Panov
  - Jak kochać życie? (30⅓') reż. Józef Luszpiński
  - Fizycy (9⅛') reż. Krzysztof Rurka Rex-Jarnot
  - Drugi pokój (13⅞') reż. Andrzej Dec
  - Ciemne morze (14⅜') reż. Mariusz Grzegorzek
  - Cela (13⅔') reż. Rafał Mierzejewski
  - A oni lecieli na Księżyc (13¼') reż. Żivota Saratlić
- 1988
  - Zwolniony (9⅜') reż. Ewa Walewska
  - Zatrudnienie (11⅛') reż. Wojciech Szumowski
  - Z życia marionetek (23') reż. Andrzej Kraszewski
  - Wzgórza jak białe słonie (12¾') reż. Antoni Borzewski
  - Szklana góra (22⅞') reż. Jolanta Dylewska
  - Strażnik (16⅛') reż. Witold Szymczyk
  - Psie serce! (18⅜') reż. Maciej Szelachowski
  - Pomoc zimowa (11⅝') reż. Małgorzata Trznadel
  - Kazanie na górze (14') reż. Stefan Chazbijewicz
  - Już blisko (15') reż. Witold Świętnicki
  - Audiencja (24⅓') reż. Jerzy Zalewski
- 1989
  - Studio Q (24') reż. Ruben Balderas Salas
  - Stereometria (17⅞') widowisko tv, reż. Robert Kaczmarek
  - Pokój (13⅞') reż. Andrzej Gajewski
  - Elegia dla jednej pani (21¼') reż. Dariusz Jabłoński
  - Ciemności kryją Ziemię (17⅞') reż. Grzegorz Kruszewski
- 1990
  - Opowiadanie o zoo (23') reż. Andrzej Lelito
  - Grać! (19¼') reż. Marek Biszczanik.

## Nagrody
- 1965: Złoty Ekran za rok 1964 za reżyserię sztuki Ta wieś Mogiła Jerzego Broszkiewicza w Teatrze TV (nagroda indywidualna)
- 1968: Nagroda Komitetu ds. Radia i TV dla spektaklu Teatru TV – Drewniany talerz Edmunda Morrisa (nagroda zespołowa)
- 1970: Krzyż Kawalerski Orderu Odrodzenia Polski
- 1988: Odznaka „Zasłużony Działacz Kultury”
- 2011: Srebrny Medal „Zasłużony Kulturze Gloria Artis” w dziedzinie szkolnictwo artystyczne[6]

## Przebieg pracy
W trakcie swej 50-letniej kariery aktorskiej występował łącznie na deskach 29 teatrów w: Koszalinie, Szczecinie, Gorzowie Wielkopolskim, Kaliszu, Olsztynie, Bydgoszczy, Radomiu, Częstochowie, Zabrzu, Wrocławiu (2), Łodzi (5) i Warszawie (13):
- PWST (Warszawa): 1953–1958
- Teatr Polski im. Arnolda Szyfmana w Warszawie: 1953–1955, 1959, 1964, 1978–2001 jako aktor i reżyser
- Klub Aktorski przy redakcji Po prostu (Warszawa): 1956 jako aktor i reżyser
- Teatr Młodej Warszawy: 1956–1957
- Teatr Współczesny w Warszawie: 1957–1958, 1960 jako aktor, asystent reżysera i reżyser
- Bałtycki Teatr Dramatyczny im. Juliusza Słowackiego w Koszalinie: 1960 jako reżyser
- Teatr Ateneum w Warszawie: 1961–1962 jako reżyser
- Praski Teatr Ludowy (Warszawa): 1962–1968 jako reżyser
- Teatr Rozmaitości (Wrocław): 1962–1963 jako reżyser
- Teatr Powszechny w Łodzi: 1963 jako reżyser
- Sala Kongresowa PKiN (Warszawa): 1964 jako reżyser i autor scenariusza
- Teatr Współczesny w Szczecinie: 1964
- Teatr Dramatyczny m.st. Warszawy: 1966, 1968–1972 jako reżyser
- Teatr Polski we Wrocławiu: 1973, 1977 jako reżyser
- Państwowa Wyższa Szkoła Filmowa, Telewizyjna i Teatralna im. Leona Schillera w Łodzi: 1973–1993
- Teatr Rozmaitości w Warszawie: 1975 jako reżyser
- Teatr im. Stefana Jaracza w Łodzi: 1977, 1989 jako reżyser
- Teatr Powszechny w Warszawie: 1979 jako reżyser
- Teatr Nowy w Łodzi: 1982, 1986, 2003, 2006 jako reżyser
- Teatr im. Juliusza Osterwy w Gorzowie Wielkopolskim: 1984
- Teatr im. Wojciecha Bogusławskiego w Kaliszu: 1993 jako reżyser
- Teatr Żydowski w Warszawie: 1995 jako reżyser
- Teatr im. Stefana Jaracza w Olsztynie: 1996 jako reżyser
- Teatr Polski w Bydgoszczy: 1999 jako reżyser
- Teatr Ochoty w Warszawie: 2000, 2003, 2006 jako reżyser
- Teatr Powszechny im. Jana Kochanowskiego w Radomiu: 2001 jako reżyser
- Teatr Studyjny PWSFTViT (Łódź): 2001 opieka artystyczna
- Teatr im. Adama Mickiewicza w Częstochowie: 2002 jako reżyser
- Teatr Nowy w Zabrzu: 2002 jako reżyser.

Na emeryturę przeszedł w roku 2006.

## Śmierć
Aktor zmarł w wieku 84 lat. Został pochowany na cmentarzu komunalnym Północnym na Wólce Węglowej (kwatera nr: W-XI-11-4-8).